# Scandelion
Scandelion es un grupo español de metal gótico, formado a finales del año 2002, en Las Palmas de Gran Canaria (Islas Canarias).

## Trayectoria
La primera etapa de la banda se remonta a finales de 2002, cuando el actual teclista, Jorge, comenzó a componer los que serían los primeros temas del grupo. Durante estos años, Scandelion ha tenido la oportunidad de tocar con bandas nacionales e internacionales en numerosas ocasiones. Sin embargo, los continuos cambios en la formación no han hecho posible cumplir muchos de estos proyectos. El sonido de Scandelion en sus comienzos estuvo marcado por evidentes influencias de carácter épico, debido a la importante presencia del teclado. En la actualidad, la banda busca un sonido más oscuro, con mucha importancia en las partes vocales y con melodías melancólicas y fuertes. En 2008 aparece "The Pureheart's Breed", el primer trabajo autoproducido de Scandelion, y en 2009 fue lanzado el segundo, una demo llamada "Demonia Praedictio Chronicles". A finales de 2010, Scandelion comparten cartel con los italianos Theatres des Vampires en la sala Paraninfo, en Las Palmas de Gran Canaria. Lamentablemente, el batería Néstor Suárez se ve obligado a abandonar la formación a causa de problemas físicos. Poco después, la banda anuncia que buscarán a un nuevo batería mientras siguen trabajando el próximo trabajo, que finalmente recibirá el nombre de "The Garden of Lies". A mediados del año 2011, entra en la banda el batería Borja Santana.
El grupo se trasladó a Londres y Jorge Alfonso quedó como único miembro estable. Un segundo álbum, "Nonsense", vio la luz a principios de 2014.

## Discografía
- The Pureheart's Breed - 2008
- Demonia Praedictio Chronicles - 2009
- The Garden Of Lies - 2011
- Nonsense - 2014
- Demonia 2.0 - 2014
- When Everything Turns Black - 2017

## Miembros
- Jorge Afonso - Teclados y voz gutural
- Sonia Hernández - Voz
- Fabrizio Ferraro - Guitarras
- Nicolás Navas - Bajo
- James Chapman - Batería

## Antiguos miembros
- Néstor Suárez - Batería
- Pedro Burgazzoli - Bajo
- Ancor Amador - Guitarra
- Luis Henriquez - Bajo
- Borja Santana - Batería
- Nina Dysis - Voz
- Hallam Smith - Bajo
- Michal Kasprowicz - Batería